# Nikki Dial
Nikki Dial (Erie, Pensilvania; 5 de octubre de 1973) es el nombre artístico de una actriz pornográfica estadounidense. Dial comenzó su carrera en el cine porno siendo muy joven en la película American Built, habiendo aparecido en más de 70 películas entre 1991 y 1996.
Se retiró de las películas de cine adulto alrededor de 1996 para enfocarse en su educación universitaria. Hasta el 2004 aparecía ocasionalmente en locales de baile y en películas pornográficas. También ha hecho doblaje de películas hentai al inglés.
Trabajó para estudios de películas para adultos como Legend y VCA Pictures, habiendo tenido también un contrato de un año con Vivid.

## Premios
- 1992 Premios XRCO Starlet del año[3]
- 1994 Premios F.O.X.E Mujer favorita de los fanáticos[4]
- 2008 Salón de la Fama de XRCO[5]